# Otakar Wünsch
Otakar Wünsch (26. května 1893 Rokycany – 6. října 1947Praha) byl český a československý novinář, odborářský funkcionář, politik Československé strany národně socialistické a poválečný poslanec Prozatímního Národního shromáždění.

## Biografie
Počátkem první světové války se profiloval jako stoupenec antimilitaristického hnutí. V květnu 1915 byl zatčen a v září 1915 odsouzen za vlastizradu na tři roky do vězení. Propuštěn byl v září 1918.
Za druhé republiky v letech 1938-1939 se angažoval v budování krátce existující Národní strany práce. Působil předtím v letech 1919-1938 jako redaktor Československých železničářských listů. Na počátku druhé světové války byl činný v odboji. Byl členem Petičního výboru Věrni zůstaneme a vydával časopis V boj. V listopadu 1939 byl zatčen a do konce války vězněn.
Po válce se zapojil do činnosti obnovené národně socialistické strany. V letech 1945–1946 byl poslancem Prozatímního Národního shromáždění za národní socialisty, respektive za Ústřední radu odborů. V parlamentu setrval až do parlamentních voleb v roce 1946.
V rámci strany představoval odborářské, levicové křídlo, nakloněné spolupráci s KSČ na socializaci ekonomiky. Byl členem užšího předsednictva Ústřední rady odborů. Jeho vliv ve straně ale po roce 1946 klesal. V roce 1946 byl zvolen předsedou Svazu českých novinářů.